# Tillandsia roseiflora
Tillandsia roseiflora är en gräsväxtart som beskrevs av Renate Ehlers och Wilhelm Weber. Tillandsia roseiflora ingår i släktet Tillandsia och familjen Bromeliaceae. Inga underarter finns listade i Catalogue of Life.